# Uccisione di Giovanni Firrao

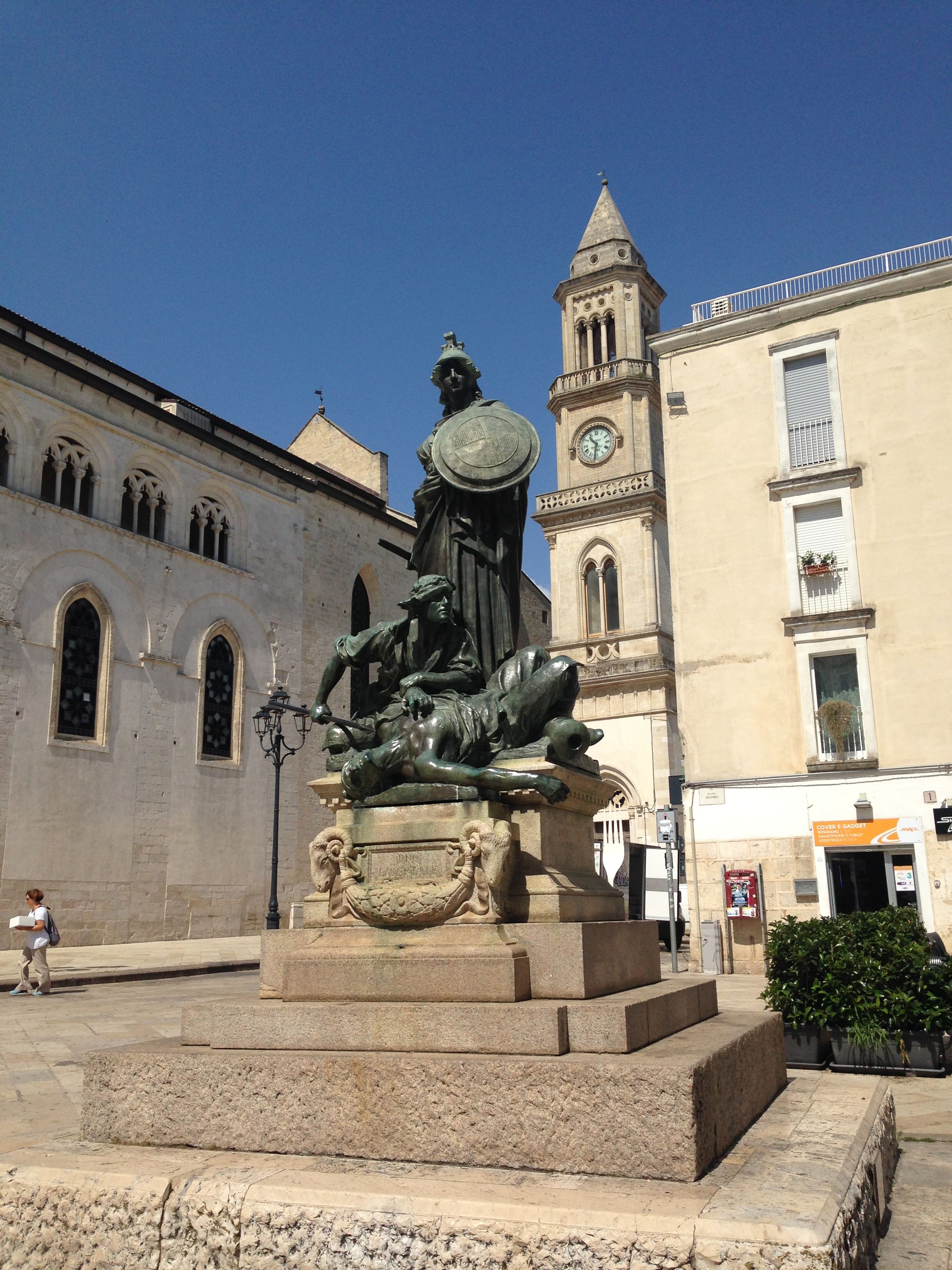
Il monumento ai martiri della Rivoluzione altamurana (1799), situato in piazza del Duomo

L'uccisione di Giovanni Firrao avvenne ad Altamura il 10 maggio 1799. La sua morte ebbe luogo durante l'evento noto come la Rivoluzione altamurana, nel contesto della Repubblica Napoletana del 1799. In particolare, l'uccisione ebbe luogo poco dopo la presa di Altamura da parte dei sanfedisti, capeggiati dal cardinale Fabrizio Ruffo.
Stando a quanto riportato da Domenico Sacchinelli (che però confonde parecchi nomi e particolari nella sua cronaca, scritta diversi anni dopo), l'uccisione si sarebbe consumata nel largo di San Domenico (all'esterno di Porta Matera), nel quale venivano accumulati i proventi del saccheggio della città.
L'individuazione della persona che uccise il giovane ha interessato molto gli storici e gli esperti di storia locale, dal momento che probabilmente fu il cardinale Fabrizio Ruffo in persona a ucciderlo con la sua pistola. In particolare, la questione è stata approfondita tra gli altri dagli storici Ottavio Serena e Vincenzo Vicenti.

## Gli antefatti
Giovanni Firrao nacque a Matera nel 1778, e fu battezzato da don Francesco Zunica. Era figlio dell'ex-sindaco di Matera Marzio Firrao e della nobildonna altamurana Cornelia Azzilonna. Quando fu proclamata la Repubblica Napoletana del 1799, Giovanni Firrao studiava a Napoli e, proprio in questa città, simpatizzò per gli ideali giacobini. In questo periodo fu in stretta amicizia con un altro giovane altamurano, Domenico Notarpietro. Entrambi si tagliarono i capelli "alla giacobina" e si vestirono in abiti repubblicani, ritornando a Matera con tale aspetto.
A Matera, Giovanni Firrao si fece notare per le sue idee repubblicane, forse anche per fare colpo sulla sua innamorata Maria Antonietta Firrao (che era anche sua cugina). Nella città, però, la situazione cambiò improvvisamente e, da repubblicana, la città assunse un orientamento filoborbonico; questo ebbe una ripercussione diretta sulla vita di Giovanni Firrao e del suo amico Notarpietro, i quali cominciarono a subire delle minacce per via dell'atteggiamento mostrato e per i loro capelli rasi "alla giacobina". Domenico Notarpietro si rifugiò subito nella sua città, Altamura, seguito poi dallo stesso Giovanni Firrao con padre e fratelli.

## L'uccisione

### Ricostruzione di Ottavio Serena
Secondo la tesi più accreditata, sostenuta tra gli altri da Ottavio Serena, una volta che Ruffo entrò in città, fece cercare dappertutto Giovanni Firrao, il quale cercò di nascondersi e si mise un codino posticcio per evitare di essere riconosciuto. Una volta trovato, il giovane fu trascinato con suo padre e i suoi fratelli al cospetto di Ruffo il quale, avendo notato che il codino del giovane era posticcio, estrasse la pistola e lo uccise di persona sotto gli occhi del padre e dei fratelli.
Inoltre, Ottavio Serena (il quale ben conosceva e utilizzava i metodi della moderna indagine storiografica), in una lettera ad Alexandre Dumas del 1863, asserisce di aver udito le testimonianze di coloro che furono presenti e, più di tutto, la testimonianza del fratello di Giovanni Firrao, testimone diretto dei fatti e che all'epoca di Serena era ancora vivo. Queste testimonianze asserivano che a uccidere il giovane era stato Ruffo in persona. 
Secondo Ottavio Serena, il sanfedista Domenico Sacchinelli riportò un'informazione errata perché aveva "interesse a spargere per lo meno il dubbio intorno a un fatto che, ove un giorno fosse stato svelato, avrebbe mostrato quale cuore di tigre chiudesse nel petto Fabrizio cardinal Ruffo".
La versione è confermata anche dall'anonimo altamurano e dalla cronaca del Rotunno, entrambe attendibili.
Nel racconto dell'anonimo altamurano si afferma che uno sconsiderato padre portò il figlio davanti a Ruffo e quest'ultimo lo uccise sparandogli alle spalle mentre il ragazzo chiedeva pietà; il ragazzo morì ai suoi piedi.

### Ricostruzione di Domenico Sacchinelli
Domenico Sacchinelli, che seguì Ruffo e i sanfedisti durante i fatti del 1799, all'interno delle sue memorie racconta una storia leggermente diversa. In particolare, scrisse che il giovane fu trovato nascosto nella città di Altamura dai sanfedisti e fu trascinato al cospetto di Fabrizio Ruffo. Mentre si metteva in posizione di supplica davanti a Ruffo, un parente dell'ingegnere Olivieri (fatto prigioniero e ucciso dagli altamurani) volle vendicarsi e gli sparò. Domenico Sacchinelli scrisse che l'assassino era un certo G.L. (sono fornite solo le iniziali).
Secondo lo studioso Giuseppe Bolognese, la versione di Sacchinelli sarebbe confermata dalla cronaca del Genco, il quale parla della cattura di un ingegnere di Sant'Agata di Sinopoli (forse Sant'Agata del Bianco) che "seco avea condotto un giovane figlio e sei altri patriotti...".
Domenico Sacchinelli fornisce solo le iniziali del presunto assassino; le ragioni di ciò non sono ancora chiare. Forse voleva proteggere l'identità dell'assassino per paura di una vendetta oppure si tratta di una menzogna. Ottavio Serena fa notare come la versione di Sacchinelli (contenuta peraltro in un'opera pubblicata a 37 anni di distanza e pertanto poco attendibile) sia inverosimile, dal momento che sbaglia le generalità della persona uccisa: non era il vecchio conte Filo ma il giovane Giovanni Firrao. Inoltre Giovanni Firrao era inginocchiato di fronte a Ruffo e se qualcuno avesse sparato da quella posizione, avrebbe rischiato di colpire Ruffo stesso. Secondo lo stesso Serena, Sacchinelli dimentica e confonde parecchi avvenimenti e nomi, ma sembra ricordare bene l'evento dell'uccisione del giovane, forse perché fu Ruffo in persona a ucciderlo. Nell'opera di Sacchinelli, sono inoltre rinvenibili numerose altre imprecisioni e tentativi di "edulcorare" la figura di Ruffo.
Si noti che la tendenza di Sarchielli a utilizzare le iniziali per riferirsi a persone non è relegata solo alla descrizione dell'avvenimento in questione, ma compare anche in altre parti delle sue memorie.

### Ricostruzione di Vitangelo Bisceglia
La ricostruzione dell'evento fornita da Vitangelo Bisceglia nelle sue Memorie (1800) è assai simile a quella di Sacchinelli.
(Bisceglia, p. 391)
Si noti come nella versione di Bisceglia sia presente il particolare del codino; nonostante la fonte di Vitangelo Bisceglia sia sostanzialmente attendibile, è da aggiungere che lo stesso aveva già lasciato Altamura quando la città fu presa e pertanto il suo resoconto dell'uccisione non deriva sicuramente da un'esperienza diretta, ma dal racconto di altri.

### Ricostruzione di Gaetano Rodinò di Miglione
Gaetano Rodinò di Miglione (1775-1848), all'interno dell'opera Racconti storici ad Aristide suo figlio racconta che nel 1805, mentre era in prigione nel castello di Trapani, gli fu detto da un giovane soldato di cognome Firrao che suo fratello fu ucciso ad Altamura dal cardinale Ruffo in persona. In particolare, raccontò che Giovanni Ferraro riuscì a non essere ucciso sul posto dai sanfedisti e di essere portato al cospetto di Ruffo con la scusa di doverlo informare di "cosa di altissima importanza". Una volta al suo cospetto, Giovanni Firrao si mise a implorare Ruffo piangendo e il cardinale, estratta una pistola dalla porpora, gli sparò al petto e lo fece cadere avanti esanime.

### Ricostruzione di Giovanni Firrao di Francesco
Un nipote omonimo di Giovanni Firrao (figlio del fratello dell'ucciso) pubblicò nel 1880 i Cenni storici sulla città di Altamura. In quest'opera lo scrittore fornisce alcuni preziosi dettagli sull'uccisione i quali, provenendo da una fonte prossima all'ucciso, avrebbe sufficiente attendibilità, perlomeno sulle vicende personali della famiglia Firrao. E' da aggiungere che Ottavio Serena non considerava la fonte in questione attendibile, dal momento che, secondo quanto da lui appurato, attingeva per la sua pubblicazione da Giovanni La Cecilia. Pur non potendo utilizzare compiutamente tale fonte per fini storiografici, è plausibile utilizzare le informazioni fornite dall'autore essendo, come detto, informazioni familiari fornite da un parente stretto e facenti parte della memoria familiare dei Firrao.
Giovanni Firrao di Francesco racconta che tutti i Firrao eccetto Camillo Firrao, che combatté contro i sanfedisti, restarono chiusi nel loro palazzo via Castello (al tempo dello scrittore apparteneva alla famiglia Sabini). Chiamati da Ruffo, i Firrao si presentarono al suo cospetto con zio Giovanni che indossava una parrucca per nascondere il capo rasato "alla giacobina"; spiegata l'appartenenza politica e il lignaggio della famiglia dal nonno, i Firrao stavano per essere congedati allorché un materano di nome Buonsanti, assistente di Ruffo, fece notare che zio Giovanni aveva un codino posticcio. Ruffo allora, "preso da istantanea collera" estrasse la pistola e gli sparò. Lo stesso aggiunge anche che Ruffo pochi istanti dopo si inginocchiò davanti al padre dell'ucciso chiedendo perdono e che lo stesso padre fu logorato dal dolore di avere perso il suo figlio prediletto tanto da morire prematuramente.

### Ricostruzione di Vincenzo Vicenti
Lo storico locale Vincenzo Vicenti, basandosi su alcune informazioni riportate da Raffaele Sarra nella sua opera La rivoluzione repubblicana del 1799 in Basilicata (1899), ha ipotizzato che a uccidere o a far uccidere Giovanni Firrao dovesse essere qualcuno interessato alla sua morte. Una persona interessata a eliminare Giovanni Firrao era probabilmente il canonico D. Antonio d'Epiro, suo parente, giunto a Matera con i sanfedisti e a capo dell'avanguardia di Ruffo. Il canonico d'Epiro fu ospitato a Matera dallo zio Giambattista Firrao, dove conobbe sua figlia Maria Antonia. Il canonico d'Epiro chiese allora la mano della ragazza a nome di suo fratello Muzio d'Epiro, ma seppe che Maria Antonia era già impegnata con l'altro cugino Giovanni Firrao. Quindi il canonico conosceva bene le relazioni sentimentali del giovane ucciso.
Secondo la versione più accreditata, il canonico d'Epiro avrebbe fatto cercare e trascinato davanti a Ruffo Giovanni Firrao, suo padre e i suoi fratelli e lo avrebbe ucciso. Oppure, più verosimilmente e compatibilmente con le altre cronache di cui sopra, Fabrizio Ruffo l'avrebbe ucciso, su richiesta del canonico d'Epiro. Una volta eliminato l'ostacolo, il 7 novembre 1799 Maria Antonia si rassegnò a sposare Muzio d'Epiro, come aveva desiderato il canonico d'Epiro.
A conferma della sua ipotesi, Vicenti cita anche un passo del racconto dell'Anonimo altamurano in cui lo stesso rimase esterrefatto nel vedere il canonico "Antonio Piro" armato fino ai denti, al pari dei sanfedisti suoi compari. Vicenti non esclude nemmeno che l'assassino possa essere stato lo stesso canonico d'Epiro.
Come riportato da Vitangelo Bisceglia, già dai primissimi giorni in cui fu occupata Altamura fu istituita una sorta di tribunale nel "Convento de' Padri Conventuali" (Convento di Sant'Antonio) con a capo Francesco Ruffo (fratello di Fabrizio), il consigliere Fiore, "assessore del Porporato" e "il tesoriere generale D. Pasquale Versace". Dal momento che la città era semivuota, la prima fonte di informazioni sui responsabili dei fatti avvenuti ad Altamura furono i materani. Scrive Bisceglia che "essi aveano un libro, dettato dall'odio materano, in cui erano scritti i nomi de' Giacobini altamurani" e lo stesso Bisceglia afferma di avere dei dubbi sulla veridicità di tali accuse, dal momento che "posso [...] assicurare che molti degli annotati sono stati sempre fedeli vassalli del Re". Altra fonte di informazioni furono le testimonianze di Attanasio Calderini (che subito si dichiarò realista davanti a Ruffo).

## Considerazioni conclusive
Il numero e la qualità delle fonti a disposizione induce a ritenere più probabile che l'assassino sia stato Fabrizio Ruffo in persona, considerate anche le testimonianze (orali e scritte) dei familiari del ragazzo ucciso e il fatto che le fonti primarie che negano le responsabilità di Ruffo siano soltanto due (Domenico Sacchinelli e Vitangelo Bisceglia). La perspicace analisi fatta dallo storico Vincenzo Vicenti, che è riuscito a rintracciare la persona che poteva essere interessate a uccidere il ragazzo (il canonico Antonio d'Epiro), non esclude da un punto di vista logico che Ruffo stesso possa aver ucciso il ragazzo. Si consideri, d'altro canto, che alcune delle fonti potrebbero non derivare da una testimonianza diretta dell'autore, ma potrebbero essere state raccolte delle voci che giravano in paese e che sarebbero poi state prese per vere e riportate per iscritto. Pertanto le considerazioni di cui sopra potrebbero anche "dar luce alla storia e sfatare la infamante accusa alla quale il Cardinale può resistere, come dice il Sabini".
E' da aggiungere che l'individuazione del canonico d'Epiro quale presunto responsabile è molto postuma. Nessuno dei parenti individuò mai nel canonico d'Epiro il responsabile o il mandante dell'uccisione. L'ipotesi è stata avanzata solo in epoca recente da Vincenzo Vicenti sulla base delle informazioni fornite dal materano Raffaele Sarra in una delle sue opere.

## Dettagli sulla cattura
È poco chiaro il motivo per cui i Firrao non scapparono dalla città insieme alla maggior parte degli altamurani prima dell'entrata delle truppe sanfediste in città. Forse, il padre Marzio Firrao non volle seguirli dal momento che lui e gli altri figli erano rimasti fedeli sostenitori dei Borbone e pertanto speravano nella grazia del cardinale Ruffo. In alcuni punti le fonti sono discordi. In particolare alcune fonti affermano che fu Ruffo a far cercare Giovanni Firrao dentro Altamura, mentre secondo altre fonti (la cronaca dell'anonimo altamurano), fu il padre, Marzio Firrao, a presentarsi di sua spontanea volontà con i figli al cospetto di Ruffo.

## Curiosità
- È noto come i sanfedisti consideravano sufficiente il taglio dei cappelli o un codino posticcio per bollare come giacobini chiunque incontrassero; come Vicenti afferma, "la faccenda dei codini, a quei tempi fu una vera mania dei sanfedisti, i quali non risparmiavano quelli che non li avessero e anche quelli che, per sfuggire alla persecuzione, lo applicavano finto".[29][30]

## Genealogia di Giovanni Firrao
- Marzio Firrao - padre
- Cornelia Azzilonna - madre
- Giambattista Firrao - zio (fratello del padre)
- Angela Dusmet - zia acquisita (moglie di Giambattista Firrao)[31]
- Francesco Firrao - fratello
- Maria Antonia Firrao - cugina (figlia di Giambattista Firrao)
- Giovanni Firrao (fu Francesco) - nipote (figlio di Francesco Firrao)[27]